# J'sサッカー
J'sサッカーは、かつてニューズ出版が発行していたサッカー専門誌である。2006年11月にプレ号発売の後、2007年3月号にて創刊。Jリーグの各クラブ、特にサポーターに重点を置いた内容の最新情報を掲載していたが、2008年8月号（Vol.17）を以って休刊した。